# Petites Sœurs du Sacré-Cœur
Les Petites Sœurs du Sacré-Cœur forment une congrégation religieuse de semi-contemplative fondée par une veuve belge, Alida Macoir, née Capart,,,, en 1933 à Montpellier (Hérault) et dont la spiritualité s'inspire du père Charles de Foucauld, (1858-1916). La prieure générale est Sr Bénédicte Rivoire.

## Présentation
Après le concile Vatican II, elles quittent l'habit religieux et adaptent leurs constitutions « pour vivre davantage mêlées au gens, dans un "vivre avec" », au sein des milieux défavorisés, favorisant la simplicité et la joie fraternelle. Ainsi Nazareth peut se vivre avec tous et partout (Charles de Foucauld). Elles disposent aussi d'un ermitage dans le désert des montagnes du Hoggar à l'Assekrem, pour des temps de contemplation.
Ces religieuses sont au nombre d'une cinquantaine réparti en de petites fraternités en Algérie, en Bolivie, en France et en Espagne, où elles sont dans ces deux derniers pays principalement dans des petits appartements « à la périphérie ». La fraternité générale se trouve à Rosny-sous-Bois et la fraternité de formation à l'Île-Saint-Denis, en banlieue parisienne.
La congrégation compte une bienheureuse, sœur Odette Prévost (1932-1995), religieuse française qui fait partie des dix-neuf martyrs d'Algérie, béatifiés en 2018.